# Baerenthal
Baerenthal (fràncic lorenès Bäredal) és un municipi francès situat al departament del Mosel·la i a la regió del Gran Est. L'any 2007 tenia 698 habitants.

## Demografia

### Població
El 2007 la població de fet de Baerenthal era de 698 persones. Hi havia 316 famílies, de les quals 98 eren unipersonals (43 homes vivint sols i 55 dones vivint soles), 122 parelles sense fills, 72 parelles amb fills i 24 famílies monoparentals amb fills.
La població ha evolucionat segons el següent gràfic:
Habitants censats

### Habitatges
El 2007 hi havia 557 habitatges, 324 eren l'habitatge principal de la família, 194 eren segones residències i 39 estaven desocupats. 480 eren cases i 48 eren apartaments. Dels 324 habitatges principals, 275 estaven ocupats pels seus propietaris, 33 estaven llogats i ocupats pels llogaters i 15 estaven cedits a títol gratuït; 2 tenien una cambra, 16 en tenien dues, 71 en tenien tres, 90 en tenien quatre i 145 en tenien cinc o més. 275 habitatges disposaven pel capbaix d'una plaça de pàrquing. A 152 habitatges hi havia un automòbil i a 131 n'hi havia dos o més.

### Piràmide de població
La piràmide de població per edats i sexe el 2009 era:
| Homes | Edats   | Dones |
| ----- | ------- | ----- |
| 0     | 95 o +  | 0     |
| 4     | 90 a 94 | 4     |
| 0     | 85 a 89 | 4     |
| 0     | 80 a 84 | 0     |
| 12    | 75 a 79 | 20    |
| 28    | 70 a 74 | 24    |
| 32    | 65 a 69 | 36    |
| 12    | 60 a 64 | 20    |
| 24    | 55 a 59 | 20    |
| 12    | 50 a 54 | 12    |
| 20    | 45 a 49 | 24    |
| 36    | 40 a 44 | 16    |
| 20    | 35 a 39 | 32    |
| 36    | 30 a 34 | 28    |
| 16    | 25 a 29 | 32    |
| 24    | 20 a 24 | 8     |
| 20    | 15 a 19 | 32    |
| 28    | 10 a 14 | 16    |
| 12    | 5 a 9   | 12    |
| 12    | 0 a 4   | 16    |

## Economia
El 2007 la població en edat de treballar era de 433 persones, 315 eren actives i 118 eren inactives. De les 315 persones actives 297 estaven ocupades (173 homes i 124 dones) i 18 estaven aturades (3 homes i 15 dones). De les 118 persones inactives 42 estaven jubilades, 28 estaven estudiant i 48 estaven classificades com a «altres inactius».

### Ingressos
El 2009 a Baerenthal hi havia 342 unitats fiscals que integraven 769 persones, la mediana anual d'ingressos fiscals per persona era de 17.650 €.

### Activitats econòmiques
Dels 29 establiments que hi havia el 2007, 1 era d'una empresa alimentària, 1 d'una empresa de fabricació de material elèctric, 2 d'empreses de fabricació d'altres productes industrials, 2 d'empreses de construcció, 5 d'empreses de comerç i reparació d'automòbils, 1 d'una empresa de transport, 8 d'empreses d'hostatgeria i restauració, 3 d'empreses financeres, 3 d'empreses de serveis, 1 d'una entitat de l'administració pública i 2 d'empreses classificades com a «altres activitats de serveis».
Dels 9 establiments de servei als particulars que hi havia el 2009, 1 era una oficina bancària, 2 tallers de reparació d'automòbils i de material agrícola, 1 electricista, 1 perruqueria i 4 restaurants.
Dels 2 establiments comercials que hi havia el 2009, 1 era una botiga de menys de 120 m² i 1 una fleca.
L'any 2000 a Baerenthal hi havia 8 explotacions agrícoles.

## Equipaments sanitaris i escolars
El 2009 hi havia 1 escola maternal i 1 escola elemental.

## Poblacions més properes
El següent diagrama mostra les poblacions més properes.